# 니와 나가쓰구
니와 나가쓰구(일본어: 丹羽長次, 1643년 10월 27일 ~ 1698년 8월 2일)는 일본 에도 시대의 다이묘이며, 니혼마쓰번의 2대 번주이다. 어릴적 이름은 나베(鍋)이며, 관위는 종4위하, 사쿄노다이부(左京大夫)이다.
선대 번주 니와 미쓰시게의 장남으로, 1679년, 아버지가 은거하면서 번주 자리를 계승하였다. 농업 정책을 펴고 개간 사업을 일으켜 쌀 생산량과 인구를 증가시켜, 번 재정을 안정시키고 흉작에도 잘 대처할 수 있었다. 1698년, 56세의 나이로 사망하였는데, 자식이 없어 동생인 니와 나가유키가 그 뒤를 이었다.